# حركة السادس من فبراير
حركة السادس من فبراير كانت حزب سياسي صغير وناشط صغير سائد في لبنان منذ أوائل السبعينيات وحتى منتصف الثمانينيات.

## الهيكل والتنظيم
في غرب بيروت قدر عدد أفراد حركة السادس من فبراير من حوالي 100 إلى 150 مقاتل مسلحين ومدربين من قبل منظمة التحرير الفلسطينية.

## سنوات الحرب الأهلية 1975-1986
انضمت حركة السادس من فبراير إلى صفوف الحركة الوطنية اللبنانية وجناحها العسكري وهما القوات المشتركة خلال مرحلة الحرب الأهلية اللبنانية في الفترة من 1975 إلى 1977 والقتال جنبا إلى جنب مع الفصائل الناصرية الأخرى. ومع ذلك فإن الانهيار السياسي للحركة الوطنية اللبنانية في أعقاب الغزو الإسرائيلي للبنان في يونيو 1982 وما أعقبه من رحيل منظمة التحرير الفلسطينية من بيروت كان يعني أن على الميليشيات الناصرية الأصغر حجما (التي كانت من ضمنها حركة السادس من فبراير) أن تدافع عن نفسها. أدى دعمهم الثابت لمنظمة التحرير الفلسطينية إلى تبني موقف عدائي بشأن الوجود العسكري السوري في لبنان وعندما اندلعت حرب المخيمات في بيروت في مايو 1985 تحالفت حركة السادس من فبراير مع ميليشيات مخيمات اللاجئين الفلسطينيين المؤيدة لياسر عرفات وحركة الناصريين المستقلين - المرابطون ومنظمة العمل الشيوعي في لبنان والحزب الديموقراطي الكردستاني - لبنان ضد تحالف قوي من الحزب التقدمي الاشتراكي الدرزي والحزب الشيوعي اللبناني والميليشيات التابعة لحركة أمل الشيعية المدعومة من سوريا والجيش اللبناني والفصائل المنشقة المناهضة لعرفات. في نهاية المطاف تحملت حركة السادس من فبراير وطأة هذا الهجوم الشامل حتى تم قمعها أخيرا من قبل حركة أمل في يونيو 1986. هذا الفصيل لم يعد نشطا.